# كورتني ماري اندروز
كورتني ماري اندروز (بالإنجليزية: Courtney Marie Andrews) هي ملحنة ومغنية مؤلفة ومغنية أمريكية، ولدت في 7 نوفمبر 1990 في فينيكس في الولايات المتحدة.

## وصلات خارجية
- الموقع الرسمي
- كورتني ماري اندروز على موقع IMDb (الإنجليزية)
- كورتني ماري اندروز على موقع ميوزك برينز (الإنجليزية)
- كورتني ماري اندروز على موقع أول ميوزيك (الإنجليزية)
- كورتني ماري اندروز على موقع ديسكوغز (الإنجليزية)